# 亞歷山大·忠比奇

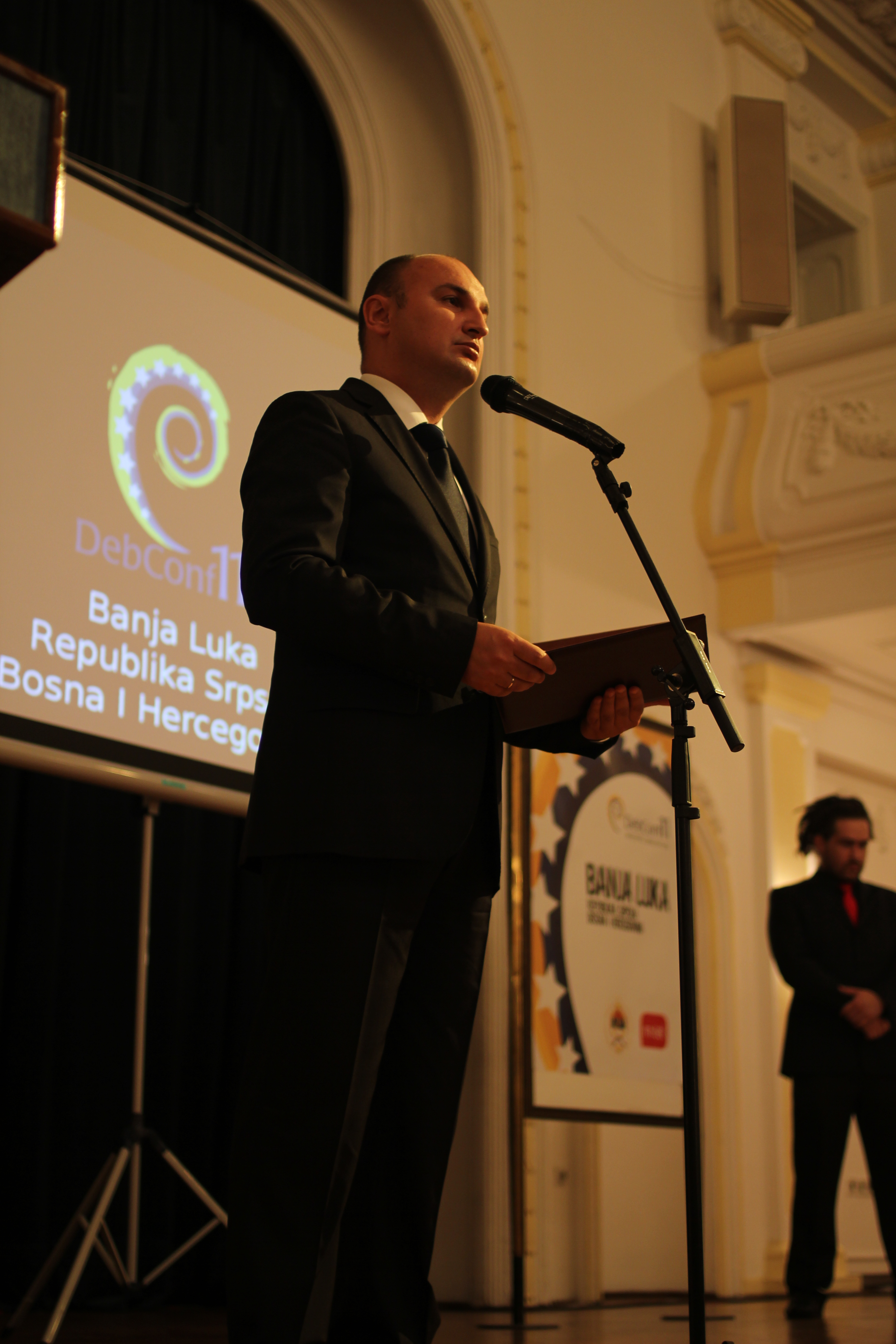
2011年7月23日，亞歷山大·忠比奇

亞歷山大·忠比奇（1968年—）是一位波赫塞族共和國政治家。他曾于2010年12月29日至2013年3月12日间擔任塞族共和國的總理職務。